# Yoann Lemoine
Yoann Lemoine (pronúncia em francês: [jɔan ləmwan]; nascido em 16 de março de 1983), conhecido profissionalmente como Woodkid, é um diretor de videoclipes, designer gráfico, cantor e compositor francês. Seus trabalhos mais notáveis incluem a direção de videoclipes para "Teenage Dream" de Katy Perry, "Back to December" de Taylor Swift, "Born to Die" de Lana Del Rey e "Sign of the Times" de Harry Styles.
Lemoine também é um músico neofolk. Em 28 de março de 2011, ele lançou seu primeiro EP Iron EP. Em 18 de março de 2013, ele lançou seu primeiro álbum intitulado The Golden Age, que é um registro autobiográfico. Ele lançou seu segundo álbum S16 em 16 de outubro de 2020, mais de sete anos depois, após alguns lançamentos de singles.

## Vida e carreira

### Biografia
Yoann Lemoine nasceu em Tassin-la-Demi-Lune, perto de Lyon, de mãe de origem polonesa-judaica. Ele estudou ilustração e animação na escola Émile Cohl, onde concluiu seu diploma com honras. Ele então partiu para o Reino Unido para fazer um curso de processo de serigrafia no Swindon College. Em 2004, Yoann mudou-se para Paris. Após uma breve experiência na H5, ele se juntou à equipe de Luc Besson e trabalhou no projeto Arthur e os Invisíveis por um ano. Em 2006, Yoann dirigiu uma série de rascunhos para Maria Antonieta de Sofia Coppola.

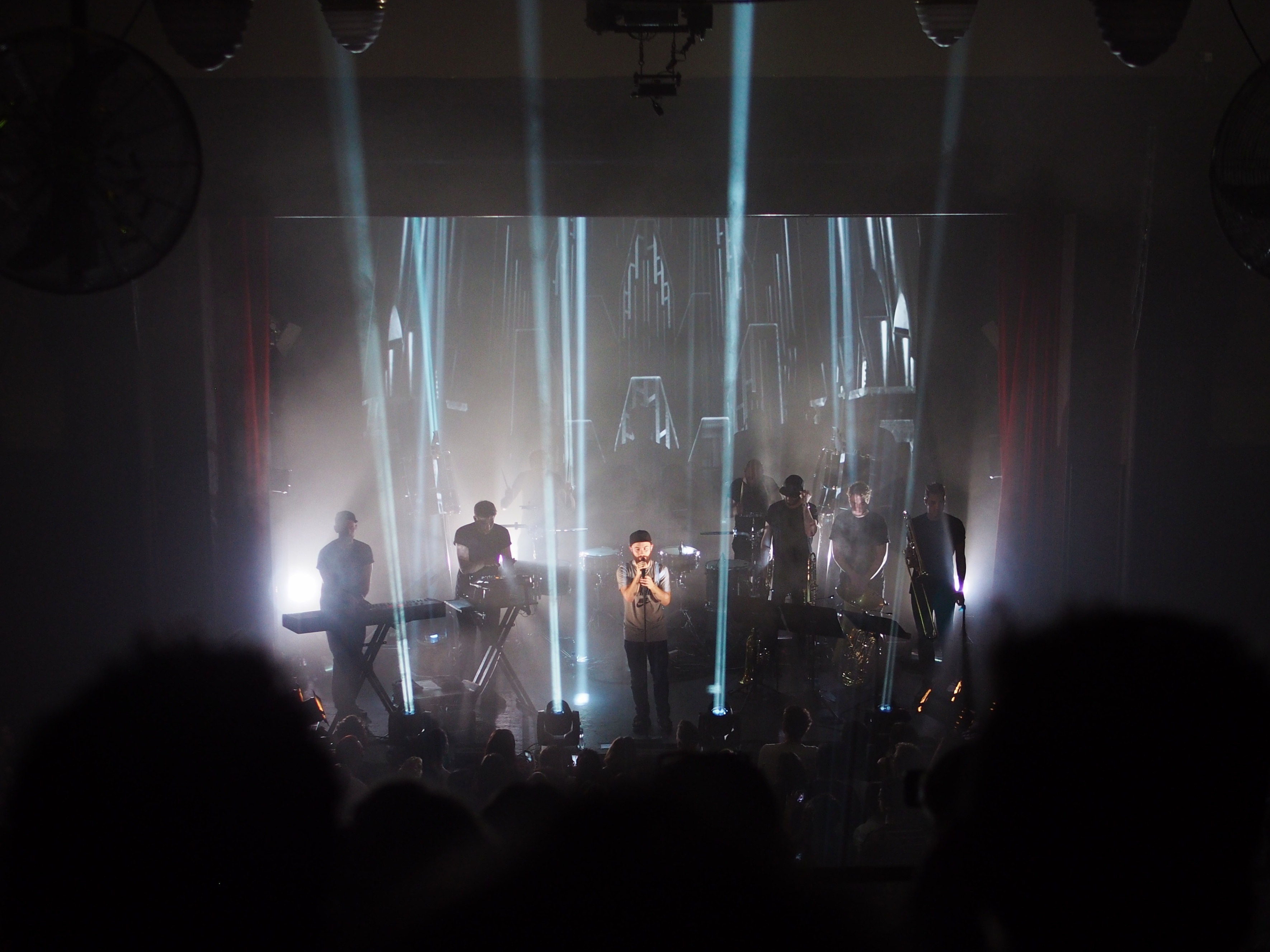
Woodkid se apresentando no Kaufleuten em Zurique, 2013

### 2011–2019: Começos,The Golden Agee outros empreendimentos
Seu primeiro projeto musical é sobre a transição da infância para a vida adulta e sua origem rural. As músicas podem ser descritas como 'orgânicas' e de madeira. O projeto é sobre um garoto, que começa orgânico e depois se transforma em mármore. Uma explicação de por que Lemoine se tornou músico é que o guitarrista Richie Havens deu a ele um ukulele durante uma gravação de vídeo que ele estava dirigindo. Woodkid lançou o EP Iron em 28 de março de 2011. Para o videoclipe do single "Iron" (composto por Yoann Lemoine), ele colaborou com a modelo inglesa Agyness Deyn. A música foi apresentada em trailers de Assassin's Creed: Revelations da Ubisoft e no filme Hitchcock, bem como na série de TV Teen Wolf.
Em 6 de outubro de 2011, durante uma apresentação ao vivo em Bruxelas, ele realizou um cover da música de "Teenage Dream" da Katy Perry (cujo vídeo oficial ele dirigiu). Em 15 de outubro de 2011, ele cantou no palco com Lana Del Rey em Nova York. Ele co-criou o vídeo para sua música "Born to Die". Ele se apresentou no Festival de Jazz de Londres em 15 de novembro de 2012.
A coleção outono-inverno 2013 da marca de alta costura francesa Dior Homme, "A Soldier on My Own", foi inspirada em "Iron" de Woodkid e recebeu o nome de uma frase na letra. A música foi usada como trilha sonora do show.

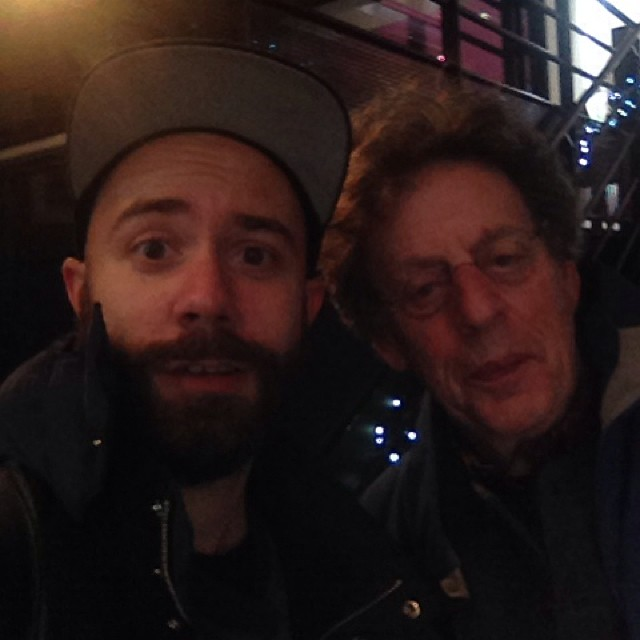
Woodkid e Philip Glass após sua conferência sobre o minimalismo de Nova York na Opera de Saint Etienne em 2014

Em 15 de dezembro de 2012, Lemoine anunciou que estava iniciando a gravação de seu álbum de estreia, que se chamaria The Golden Age. Foi lançado em 18 de março de 2013 pela gravadora independente Green United Music. Lemoine lançou a capa oficial do álbum através de um vídeo que ele mesmo criou em 14 de dezembro de 2012 e lançou a lista de faixas correspondente do álbum uma semana depois em 21 de dezembro em sua página oficial no Facebook.
"Run Boy Run" foi dirigido pelo próprio Lemoine e foi usado em vários anúncios do O2 e do Science Channel (os dublados por Sean Bean). Também foi usado nos trailers da série da BBC Musketeers, em janeiro de 2014. O videoclipe de "Run Boy Run" foi indicado para Melhor Videoclipe Curto no Grammy Awards de 2013. A música também foi usada no trailer do jogo Dying Light. "Run Boy Run" e "I Love You" foram destaque na trilha sonora do filme Divergente de 2014. Durante sua turnê Golden Age, Woodkid se apresentou na London Brixton Academy com a BBC Concert Orchestra em novembro de 2013, e foi convidado pelo Montreux Jazz Festival para se apresentar pela segunda vez com a Sinfonietta de Lausanne no Stravinsky Auditório. As apresentações da turnê Golden Age foram marcadas por um show de luzes bem coordenado e projeções visuais que incluíam imagens de seus videoclipes. A música também é usada na Umbrella Academy, em conexão com o Número 5, e o episódio também foi chamado de Run Boy Run. Também foi utilizada em um vídeo da fabricante alemã de automóveis Audi, intitulado "An Avant Story"
Em janeiro de 2014, Lemoine / Woodkid foi convidado para fazer uma performance e falar sobre o movimento minimalista nova-iorquino com Philip Glass pela Ópera e Museu de Arte Moderna de Saint-Étienne. Em fevereiro de 2014, Woodkid recebeu o prêmio de melhor artista de palco no equivalente francês do Grammy Awards, Les Victoires de la Musique. Em 2014, Woodkid / Lemoine trabalhou como diretor criativo para o conceito de videoclipe de 24 Hours of Happy de Pharrell Williams, visto mais de 600 milhões de vezes no YouTube. Ele também atuou como diretor criativo da campanha de vídeo para o álbum de John Legend Love in the Future, produzido por Kanye West, incluindo vídeos para "Who Do We Think We Are", dirigido por Paul Gore e "Made to Love ", dirigido por Daniel Sannwald.
Em abril de 2014, Woodkid se apresentou no Coachella. Em 26 de junho de 2014, Woodkid abriu o Montreal International Jazz Festival com um concerto gratuito ao ar livre para um público de mais de 100.000 pessoas. Em julho de 2014, a Ubisoft lançou seu segundo trailer cinematográfico de Assassin's Creed Unity, onde "The Golden Age" foi tocado. Em agosto de 2014, Woodkid se apresentou no FM4 Frequency Festival na Áustria. Em dezembro de 2014, Woodkid se apresentou no Wonderfruit na Tailândia. Ele também dirigiu o show Coachella de Pharrell Williams, com Jay Z, Gwen Stefani, Usher, Pusha T, Busta Rhymes e Puff Daddy. The Cavaliers Drum and Bugle Corps apresentou "Run Boy Run" como parte de seu repertório de 2015, intitulado "Game On".
Em 15 de julho de 2016, Woodkid se apresentou no Montreux Jazz Festival em uma noite especial "Woodkid and Friends" com um set quase todo acústico. Ele foi acompanhado pela orquestra Sinfonietta de Lausanne e um coro de crianças do Festival Coral de Montreux. Entre seus amigos que também se apresentaram neste evento estavam Son Lux, The Shoes, Ed Droste, Thomas Bloch e a atriz Elle Fanning cantando pela primeira vez ao vivo em um palco. Em 16 de setembro de 2016, Woodkid promoveu o álbum de estreia de Mykki Blanco em sua página no Facebook. Ele é destaque no single "High School Never Ends" e ajudou a produzir o álbum. Em março de 2017, o segundo episódio de 13 Reasons Why foi ao ar, apresentando "Run Boy Run". Em fevereiro de 2019, o segundo episódio de The Umbrella Academy foi ao ar, que também contou com "Run Boy Run" e usou a música como o homônimo do episódio. Em maio de 2022, foi ao ar o quinto episódio de The Pentaverate, que também contou com "Run Boy Run".

### 2019–presente: Singles,S16e colaboração com Paris 2024
Em 7 de maio de 2019, Woodkid lançou o EP Woodkid For Nicolas Ghesquière – Louis Vuitton Works One, com Jennifer Connelly e Moses Sumney.
Em 12 de dezembro de 2019, Woodkid anunciou a produção de um novo álbum com lançamento previsto para 2020. Em 24 de abril de 2020, Woodkid lançou "Goliath", o primeiro single de seu próximo álbum. Ele lançou em 16 de outubro de 2020 seu próximo álbum "S16". Em 2021, Woodkid se uniu ao Paris 2024 para compor uma nova música chamada "Prologue", essa música foi apresentada na cerimônia de encerramento dos Jogos Olímpicos de Tóquio 2020 e na cerimônia de encerramento dos Jogos Paralímpicos de Verão de 2020 e foi lançada em plataformas digitais em 8 de agosto de aquele ano.
Em 27 de outubro de 2021, Woodkid anunciou no Twitter que havia feito uma música original para a série Arcane da Riot Games. A música em questão, "Guns For Hire", foi destaque no sexto episódio da série lançado em novembro de 2021. Em 30 de novembro de 2021, Woodkid fez um post ameaçando ação legal sobre o uso de sua música na propaganda de um grupo de apoio ao político Éric Zemmour. A postagem rapidamente ganhou popularidade, reunindo mais de 48.000 curtidas em apenas 7 horas.
No dia 18 de novembro, Woodkid anunciou no Instagram e no Twitter que lançaria um videoclipe para a música "Reactor", do álbum S16. O vídeo foi dirigido por Saad Moosajee.

## Direção e prêmios
Em junho de 2010, ele recebeu 5 Leões por sua campanha de conscientização sobre a AIDS Graffiti no festival de publicidade Cannes Lions.
Os filmes de Lemoine são produzidos pela Iconoclast.
Em 2012, Lemoine recebeu o prêmio de Melhor Diretor do Ano no MVPA Awards em Los Angeles e foi indicado a 6 prêmios MTV Video Music por seus vídeos para Lana Del Rey, Drake e Rihanna.

## Vida pessoal
Lemoine é abertamente gay.

## Discografia

### Álbuns
| The Golden Age                                                                            | - Lançado: 18 de março de 2013 - Gravadora: Green United Music - Formato: CD, DL, LP, streaming   | 2  | 13 | 6   | 34 | 8  | 23 | 4 | 38 | 133 | 38 | - SNEP:Platina - BVMI:Ouro - IFPI SWI: Ouro |
| S16                                                                                       | - Lançado: 16 de outubro de 2020 - Gravadora: Green United Music - Formato: CD, DL, LP, streaming | 13 | 39 | 138 | 14 | 30 | —  | 5 | —  | —   | —  |                                             |
| "—" denota uma gravação que não entrou nas paradas ou não foi lançada naquele território. |                                                                                                   |    |    |     |    |    |    |   |    |     |    |                                             |

### Trilhas sonoras
| Título                                 | Detalhes do álbum                                                                                  |
| -------------------------------------- | -------------------------------------------------------------------------------------------------- |
| Desierto (Partitura Original do Filme) | - Lançado: 8 de abril de 2016 - Gravadora: CG Cinema, Green United - Formato: CD, download digital |

### EPs
| Título                                                                                          | Detalhes do álbum                                                                                                  | Paradas |
| Título                                                                                          | Detalhes do álbum                                                                                                  | FRA     |
| ----------------------------------------------------------------------------------------------- | --- | ------- |
| Iron EP                                                                                         | - Lançado: 28 de março de 2011 - Gravadora: Green United / Island Universal - Formato: CD, download digital, vinil | 110     |
| Run Boy Run (Remixes)                                                                           | - Lançado: 21 de maio de 2012 - Gravadora: Green United / Island Universal - Formato: CD, download digital, vinil  | 31      |
| Ellis EP (com Nils Frahm )                                                                      | - Lançado: 8 de julho de 2016 - Gravadora: Erased Tapes - Formato: download digital                                | —       |
| Woodkid for Nicolas Ghesquière – Louis Vuitton Works One (com Jennifer Connelly e Moses Sumney) | - Lançado: 7 de maio de 2019 - Gravadora: Island Records - Formato: download digital                               | —       |

### Músicas

#### Como artista principal
| "Iron"                                                                            | 2011 | 29  | —  | 21 | —  | —  | —  | 94 |                          | The Golden Age                  |
| "Run Boy Run"                                                                     | 2012 | 52  | 39 | —  | 55 | 11 | 60 | 44 | - BPI: Ouro - BVMI: Gold | The Golden Age                  |
| "I Love You"                                                                      | 2013 | 22  | —  | —  | 17 | 61 | —  | —  |                          | The Golden Age                  |
| "The Golden Age"                                                                  | 2013 | 131 | —  | —  | —  | —  | —  | —  |                          | The Golden Age                  |
| "Never Let You Down" (featuring Lykke Li)                                         | 2015 | 118 | —  | —  | —  | —  | —  | —  |                          | The Divergent Series: Insurgent |
| "Volcano"                                                                         | 2015 | —   | —  | —  | —  | —  | —  | —  |                          | Single avulso                   |
| "Land of All"                                                                     | 2016 | 86  | —  | —  | —  | —  | —  | —  |                          | Desierto – Original Soundtrack  |
| "Winter Morning I" (with Nils Frahm)                                              | 2016 | 144 | —  | —  | —  | —  | —  | —  |                          | Ellis EP                        |
| "L'aérogramme de Los Angeles" (with Louis Garrel)                                 | 2018 | 200 | —  | —  | —  | —  | —  | —  |                          | Génération(s) Eperdue(s)        |
| "Goliath"                                                                         | 2020 | 22  | —  | —  | —  | —  | —  | —  |                          | S16                             |
| "Pale Yellow"                                                                     | 2020 | 70  | —  | —  | —  | —  | —  | —  |                          | S16                             |
| "Horizons Into Battlegrounds"                                                     | 2020 | 55  | —  | —  | —  | —  | —  | —  |                          | S16                             |
| "—" denotes a recording that did not chart or was not released in that territory. |      |     |    |    |    |    |    |    |                          |                                 |

#### Como artista participante
| Título                                                   | Ano  | Álbum         |
| -------------------------------------------------------- | ---- | ------------- |
| "Clear" (Panteros666 featuring Woodkid)                  | 2015 | Single avulso |
| "Highschool Never Ends" (Mykki Blanco featuring Woodkid) | 2016 | Mykki         |
| "Karma" (Mahmood featuring Woodkid)                      | 2021 | Ghettolimpo   |

### Videoclipes
| Ano  | Canção             |
| ---- | ------------------ |
| 2011 | "Iron"             |
| 2012 | "Run Boy Run"      |
| 2013 | "I Love You"       |
| 2014 | "The Golden Age"   |
| 2016 | "Land of All"      |
| 2020 | "Goliath"          |
| 2020 | "In Your Likeness" |
| 2022 | "Reactor"          |

## Videografia como diretor
| Ano  | Artista(s)     | Canção                      |
| ---- | -------------- | --------------------------- |
| 2008 | Yelle          | "Ce Jeu"                    |
| 2009 | Nolwenn Leroy  | "Faut-il, faut-il pas ?"    |
| 2009 | Moby           | "Mistake"                   |
| 2010 | Mystery Jets   | "Dreaming of Another World" |
| 2010 | Katy Perry     | "Teenage Dream"             |
| 2011 | Taylor Swift   | "Back to December"          |
| 2011 | The Shoes      | "Wastin Time"               |
| 2011 | Lana Del Rey   | "Born to Die"               |
| 2012 | Drake, Rihanna | "Take Care"                 |
| 2012 | Lana Del Rey   | "Blue Jeans"                |
| 2014 | Black Atlass   | "Jewels"                    |
| 2017 | Harry Styles   | "Sign of the Times"         |

## Prêmios
| Award                                             | Year | Category                               | Nominee(s)              |          | Ref.    |
| ------------------------------------------------- | ---- | -------------------------------------- | ----------------------- | -------- | ------- |
| Antville Music Video Awards                       | 2011 | Melhor Direção de Arte                 | "Iron"                  | Venceu   | [ 96 ]  |
| Antville Music Video Awards                       | 2011 | Melhor Cinematografia                  | "Iron"                  | Indicado | [ 96 ]  |
| Antville Music Video Awards                       | 2012 | Melhor Cinematografia                  | "Lolita Lempicka"       | Indicado | [ 97 ]  |
| Antville Music Video Awards                       | 2012 | Melhor Cinematografia                  | "Run Boy Run"           | Indicado | [ 97 ]  |
| Antville Music Video Awards                       | 2012 | Melhor Direção de Arte                 | "Run Boy Run"           | Venceu   | [ 97 ]  |
| Antville Music Video Awards                       | 2012 | Melhor Edição                          | "Run Boy Run"           | Indicado | [ 97 ]  |
| Ariel Awards                                      | 2017 | Melhor Música Original                 | Desierto                | Indicado | [ 98 ]  |
| Brit Awards                                       | 2018 | British Video of the Year              | "Sign of the Times"     | Venceu   | [ 99 ]  |
| Camerimage                                        | 2011 | Best Music Video                       | "Iron"                  | Indicado | [ 98 ]  |
| Camerimage                                        | 2012 | Best Music Video                       | "Blue Jeans"            | Indicado | [ 98 ]  |
| Camerimage                                        | 2013 | Best Music Video                       | "I Love You"            | Indicado | [ 100 ] |
| Camerimage                                        | 2014 | Best Music Video                       | "The Golden Age"        | Indicado | [ 101 ] |
| Camerimage                                        | 2016 | Best Music Video                       | "Highschool Never Ends" | Indicado | [ 102 ] |
| Camerimage                                        | 2016 | Best Cinematography                    | "Highschool Never Ends" | Venceu   | [ 103 ] |
| Cannes Lions International Festival of Creativity | 2009 | Best Film – Silver                     | "Tiji"                  | Venceu   | [ 104 ] |
| Cannes Lions International Festival of Creativity | 2010 | Cyber – Bronze                         | "Graffiti"              | Venceu   | [ 105 ] |
| Cannes Lions International Festival of Creativity | 2010 | Best Film – Viral – Gold               | "Graffiti"              | Venceu   | [ 105 ] |
| Eurobest European Advertising Festival            | 2010 | Best Film – Bronze                     | "Graffiti"              | Venceu   | [ 106 ] |
| Grammy Awards                                     | 2013 | Best Music Video                       | "Run Boy Run"           | Indicado | [ 98 ]  |
| Grammy Awards                                     | 2015 | Best Music Video                       | "The Golden Age"        | Indicado | [ 98 ]  |
| Music Video Festival                              | 2013 | Best International Video               | "Run Boy Run"           | Indicado | [ 107 ] |
| Music Video Festival                              | 2020 | Best International Video               | "Goliath"               | Indicado | [ 108 ] |
| UK Music Video Awards                             | 2011 | Best Pop Video – International         | "Iron"                  | Indicado | [ 109 ] |
| UK Music Video Awards                             | 2011 | Best Styling in a Video                | "Iron"                  | Indicado | [ 109 ] |
| UK Music Video Awards                             | 2011 | Best Visual Effects in a Video         | "Iron"                  | Indicado | [ 109 ] |
| UK Music Video Awards                             | 2012 | Best Indie/Rock Video – International  | "Run Boy Run"           | Indicado | [ 110 ] |
| UK Music Video Awards                             | 2012 | Best Visual Effects in a Video         | "Run Boy Run"           | Venceu   | [ 110 ] |
| UK Music Video Awards                             | 2012 | Best Pop Video – International         | "Born to Die"           | Venceu   | [ 110 ] |
| UK Music Video Awards                             | 2012 | Best Pop Video – International         | "Blue Jeans"            | Indicado | [ 110 ] |
| UK Music Video Awards                             | 2013 | Best Cinematography in a Video         | "I Love You"            | Indicado | [ 111 ] |
| UK Music Video Awards                             | 2014 | Best Cinematography in a Video         | "The Golden Age"        | Indicado | [ 112 ] |
| UK Music Video Awards                             | 2020 | Best Alternative Video – International | "Goliath"               | Indicado | [ 113 ] |
| UK Music Video Awards                             | 2020 | Best Color Grading in a Video          | "Goliath"               | Indicado | [ 113 ] |
| UK Music Video Awards                             | 2020 | Best Visual Effects in a Video         | "Goliath"               | Indicado | [ 113 ] |